# El honorable Sr. Valdés
El honorable Sr. Valdés é uma telenovela mexicana produzida por Valentín Pimstein para a Televisa e exibida em 1973 pelo El Canal de las Estrellas.
Foi protagonizada por Ignacio López Tarso e María Elena Marqués.

## Sinopse
Humberto Valdez é um homem inteligente e pai de uma bela família, mas possui uma natureza tirânica e oportunista. É casado com a bela Sara e tem dois filhos: Rosalba e Jesús. Diante dos outros, Humberto finge ser um empresário "honrado", mas além de suas manobras ilícitas no trabalho, também mantém um relacionamento extraconjugal com uma mulher mais jovem, Andrea. Mas, aos poucos, a figura temível e imponente do "honrado Sr. Valdez" irá ruir quando sua vida dupla e seus negócios sujos forem descobertos, o que não só o colocará em apuros com a lei, mas também lhe renderá a rejeição e a antipatia de todos e de sua própria família.

## Elenco
- Ignacio López Tarso - Humberto Valdez
- María Elena Marqués - Sara Valdez
- Nadia Milton - Rosalba Valdez
- Fernando Larrañaga - Jesús Valdez
- Jorge Lavat - Esteban
- Irma Lozano - Martha
- Fernando Borges - Miguel
- Anel - Andrea
- Sonia Amelio - Lola
- Raúl "Chato" Padilla - Don Carlos
- Josefina Escobedo - Sra. Solís
- Justo Martínez González - Tiburcio
- María Martín
- Guillermo Zarur
- Otto Sirgo
- Sandra Chávez
- Ada Carrasco